# Lukáš Rais
Lukáš Rais (* 15. května 1975 Sokolov) je český sochař.

## Život
Lukáš Rais v letech 1989–1992 absolvoval Střední odborné učiliště v Praze, obor mechanik měřící a regulační techniky a poté do roku 1995 nástavbové studium s maturitou v oboru elektrotechnika (motory). Do roku 2005 pracoval v různých profesích. Své první sochy z trubek vytvořil, když pracoval jako stavbyvedoucí a měl možnost využít demontované vodovodní stoupačky. Až ve 25 letech se během putování po Mexiku rozhodl, že se bude věnovat umění. Zprvu uvažoval o tvorbě keramiky, navštěvoval kursy kreslení u Borise Jirků a učil se modelovat v keramickém kroužku u Jiřího Beránka. Od roku 2005 studoval na Vysoké škole uměleckoprůmyslové v Praze v ateliéru prof. Jiřího Beránka a navštěvoval i ateliéry prof. Kurta Gebauera a Kryštofa Kintery.
Svou první rozměrnou sochu z ohýbaných kovových trubek, nazvanou příznačně „Cesta trubky“, vytvořil během prvního ročníku studia na VŠUP. Sochu z kovových trubek „Strom“ navrhl jako klauzurní práci roku 2006 a získal za ni cenu rektora VŠUP. Socha zdobí nádvoří Klementina. V letech 2006, 2007 a 2008 obdržel ceny atelieru Sochařství VŠUP. Také jeho sochy „Lamy“ instalované v pražské Botanické zahradě v Troji vznikly ještě během studia na VŠUP.
Roku 2009 byl nominován na cenu Czech Grand Design v rámci Designbloku, 2013 byl nominován v kategorii Objev roku v soutěži Czech Grand Design za kolekci bytových topných plastik.

## Dílo
Rais uvádí, že největší vliv na jeho tvorbu měl Jiří Beránek, který mu dodal potřebné sebevědomí a podpořil ho v jeho vlastním originálním vidění světa. Díla Lukáše Raise jsou charakterizována jako „industriální poetika“. Při jejich tvorbě využívá své předchozí vzdělání v oboru elektrotechniky, mechaniky a technologických principů využívaných v průmyslu. Samotné konstrukci sochy předchází skica, podle které stanoví přesné výpočty úhlů řezu, aby po svaření jednotlivých dílů nedocházelo k vnitřnímu pnutí během změn vnější teploty. Nejčastěji užívá černé kujné železo nebo ušlechtilou nerezovou ocel. Základním materiálem, ze kterého sestavuje své sochy jsou průmyslově vyráběná přechodová kolena. Materiál o různých průměrech nakupuje v zahraničí (Pákistán, Čína, Holandsko, Norsko, Finsko, Rumunsko, Itálie, Ukrajina). Provedení sochy v konečném měřítku svěřuje svému týmu, kde působí konstruktér, svářeč, mechanik a odborník kterému svěřuje konečné úpravy povrchu.
Sochám ze železa ponechává původní barvu materiálu a při instalaci venku počítá s oxidací. Estetický účinek nerezové sochy, která odráží okolí a působí téměř nehmotně, vzniká teprve s její definitivní instalací. Největší realizací Lukáše Raise je zavěšený reliéf z železa a nerezové oceli na Barrandově, který má výšku 17 a šířku 6 metrů. Při instalaci bylo nutné počítat s tepelnou roztažností kovu až 9 mm, proto je zavěšení kluzné a příčné spoje jsou zhotoveny z pružného materiálu, aby vyrovnaly rozdílnou tepelnou roztažnost železa a nerezové oceli.
Kromě volné tvorby se Lukáš Rais věnuje i průmyslovému designu. Navrhl variabilní systém křesel – Hellmut system a řadu závěsných reliéfů na zeď, které slouží jako topná tělesa. Jeho komorní volná díla jsou v interiérech restaurace No. 49 – Praha (2005), klubu W3S – Praha (2005), Stavokontrol s.r.o., Praha (2008), stomatologické kliniky – Mazur a Pšeničný, Praha (2010), Potrubí Praha a.s., Praha (2010–11) a v řadě soukromých sbírek.
Lukáš Rais je autorem divadelní hry „Posnídám později“, ve které také sám účinkuje.

### Realizace (výběr)
- Strom, Klementinum, Praha (2006)
- Dvě lamy, Botanická zahrada Praha (2007)
- Figura, zámek Svinaře (2009)
- Banka vůní, Botanická zahrada, Praha (2012)[11]
- Barrandovský reliéf (2022)

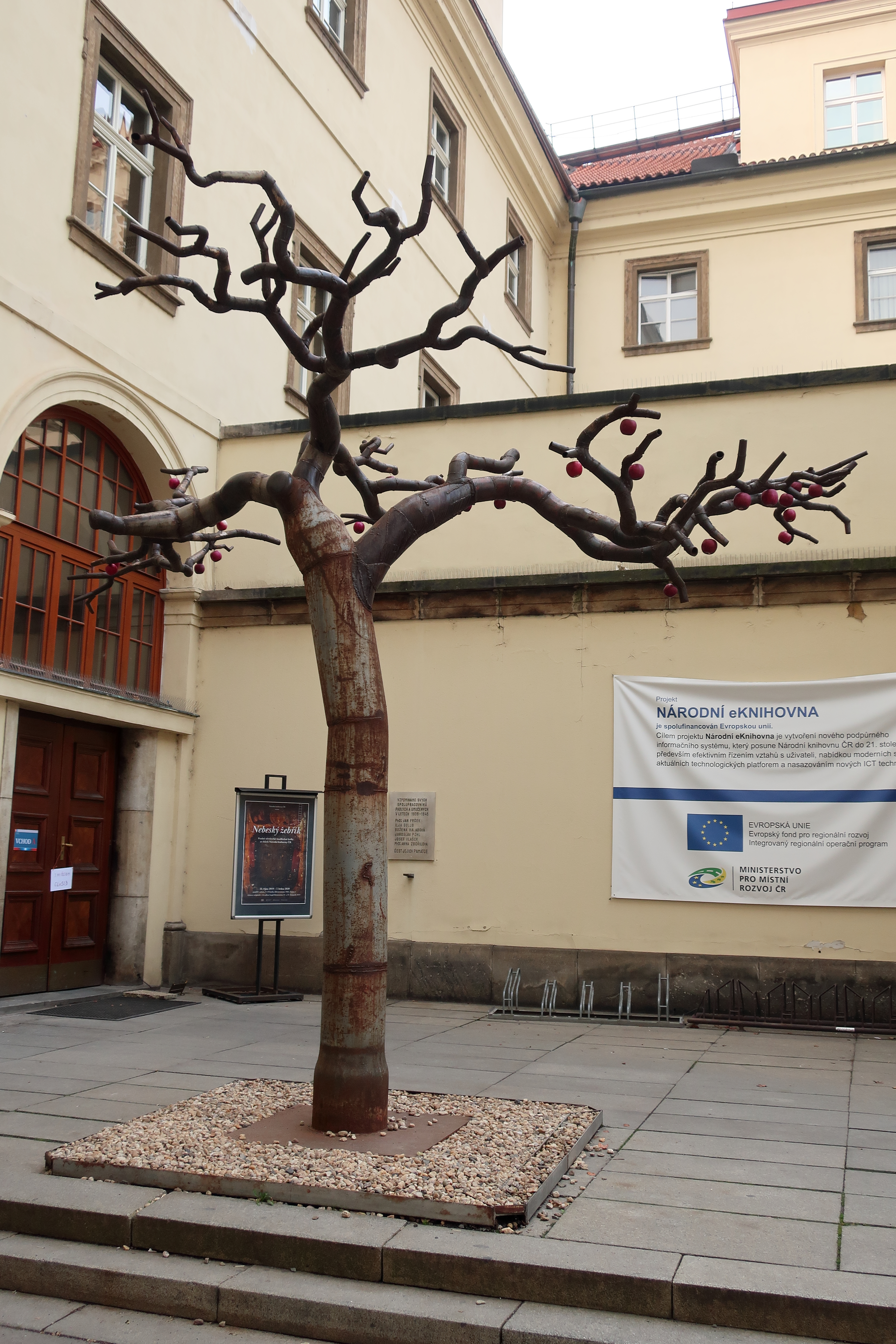
Lukáš Rais: Strom (2006), Klementinum, Praha
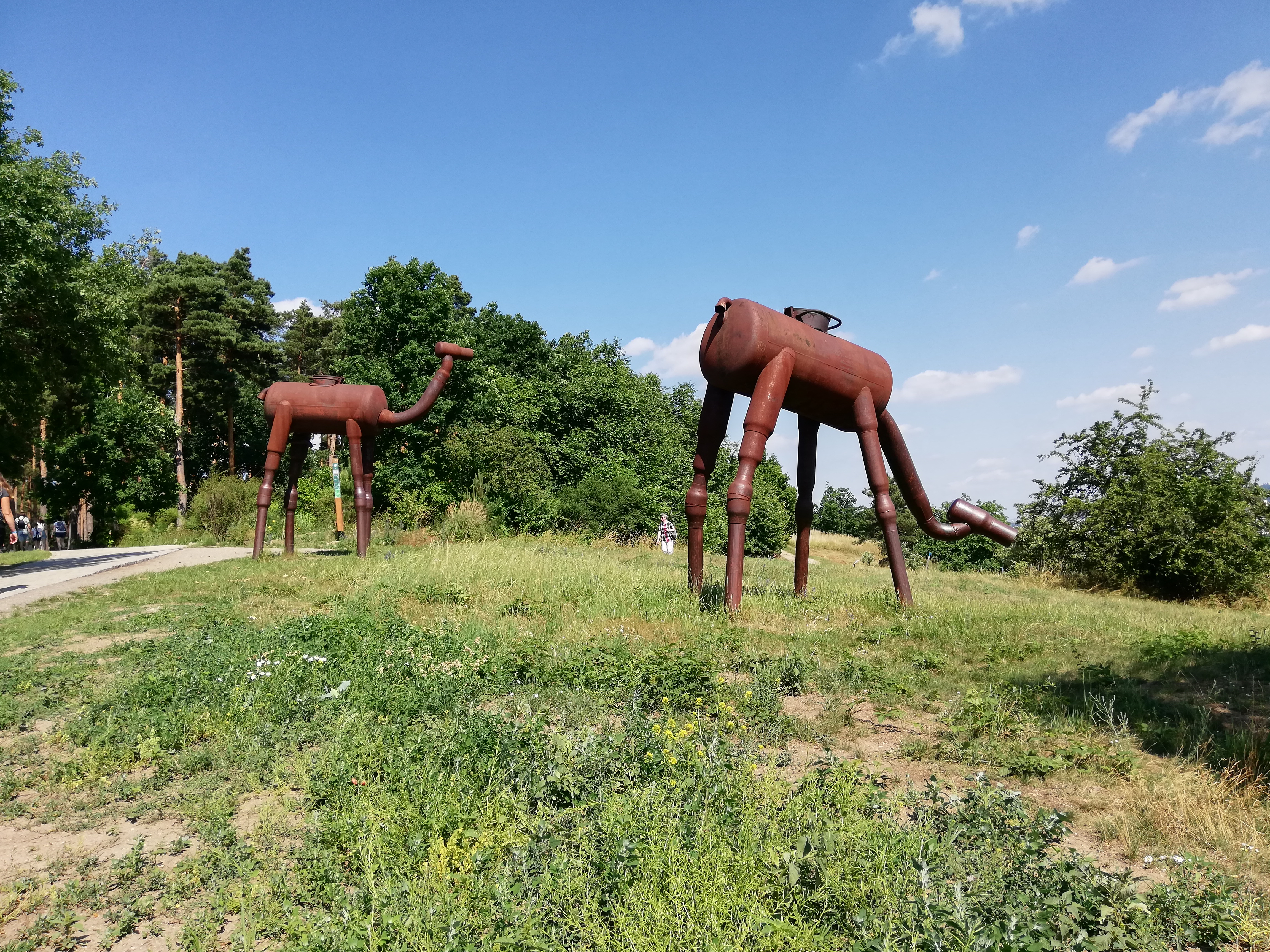
Lukáš Rais: Lamy (2007), Pražská botanická zahrada
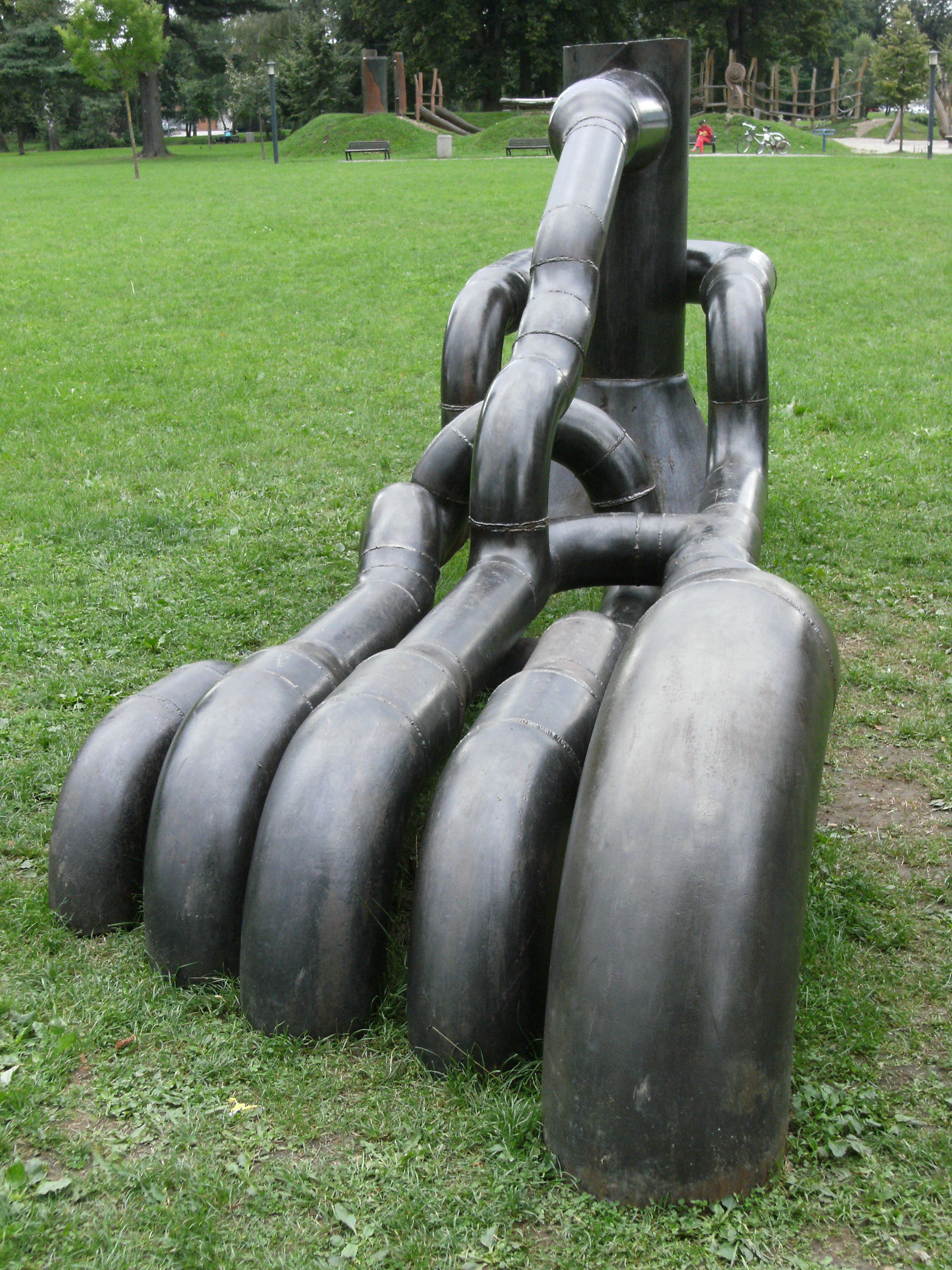
Lukáš Rais: Noha (2009)
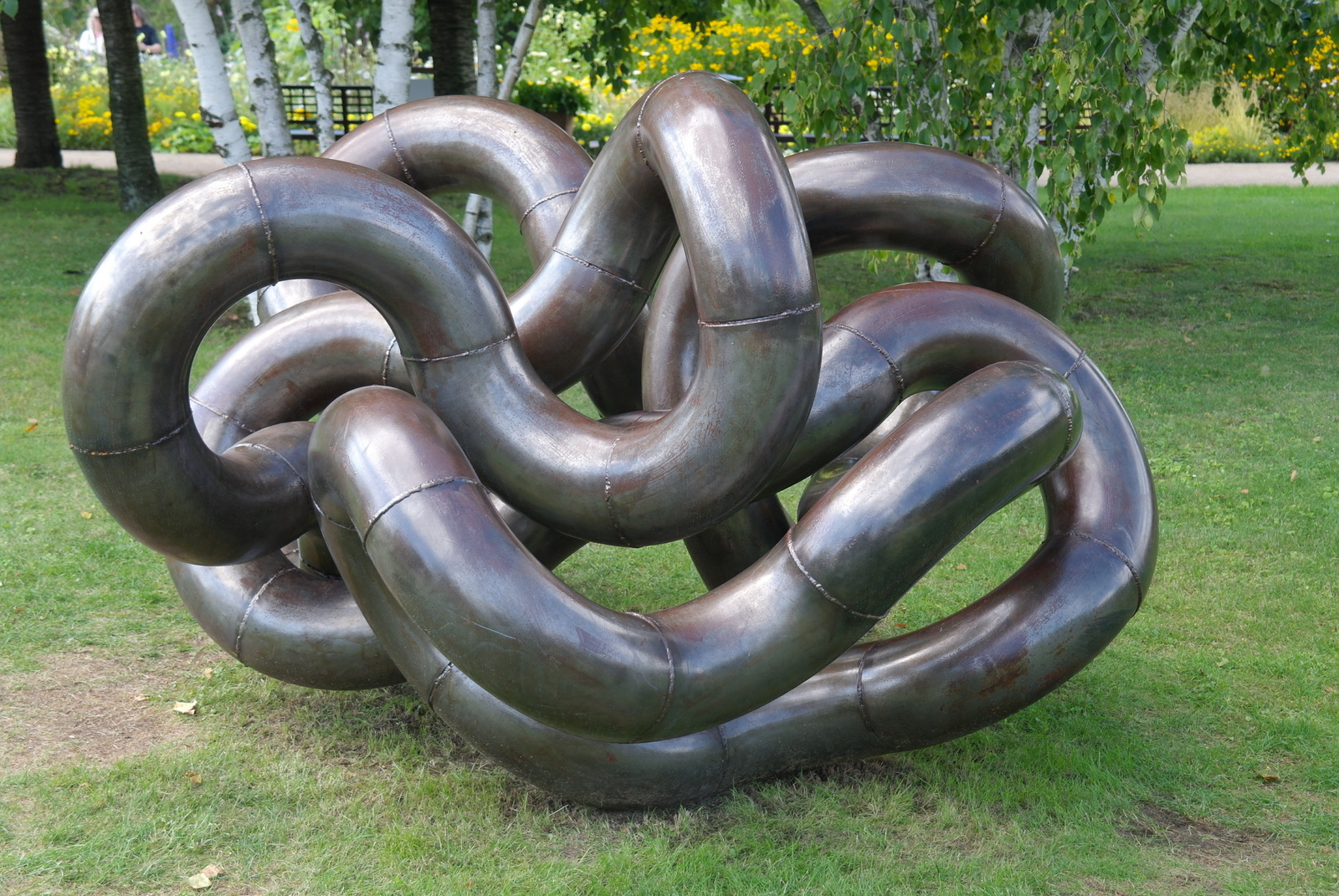
Lukáš Rais: Irony (2012), Pražská botanická zahrada
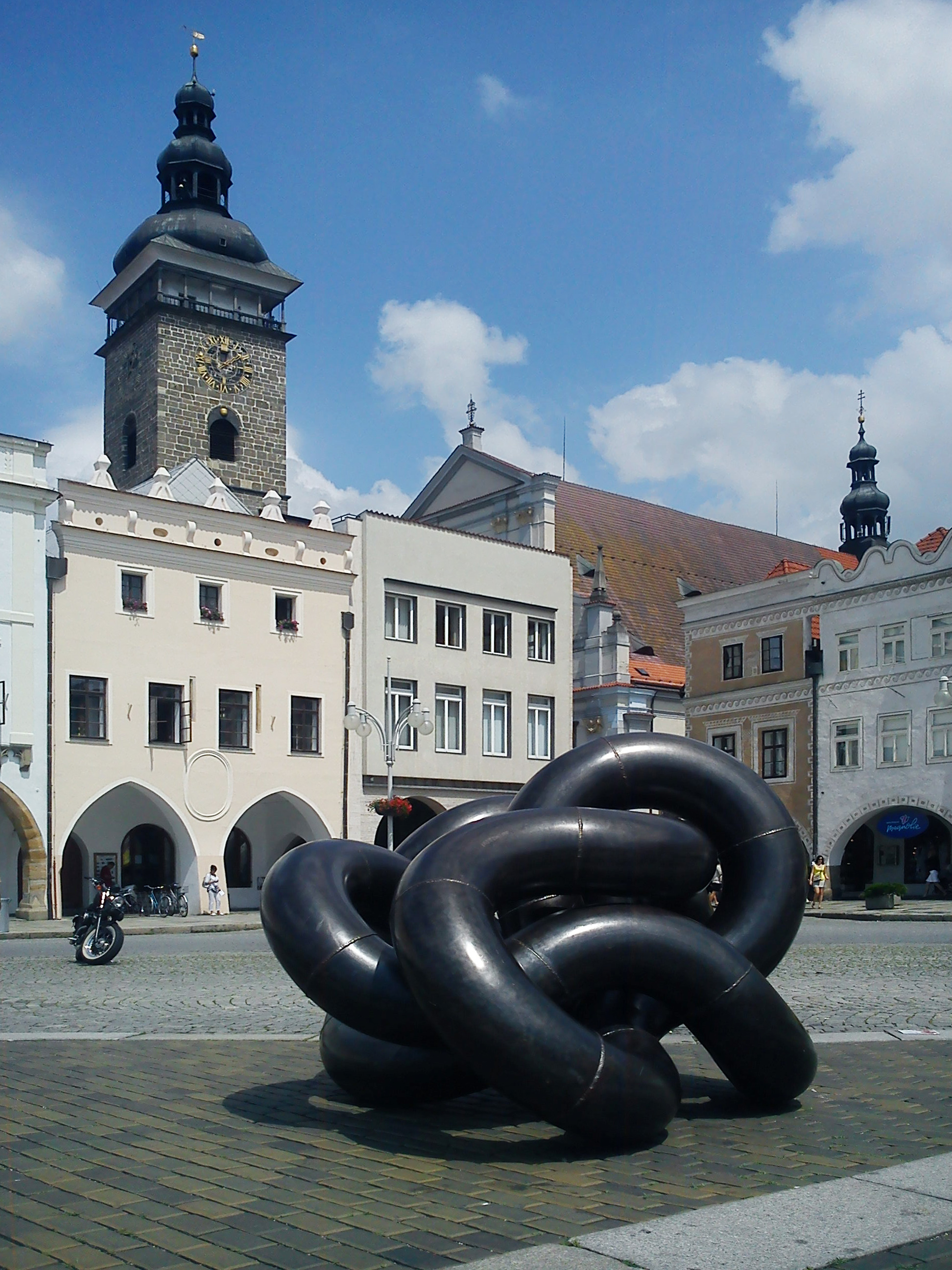
Lukáš Rais: Archimedon, ČBu (2012)
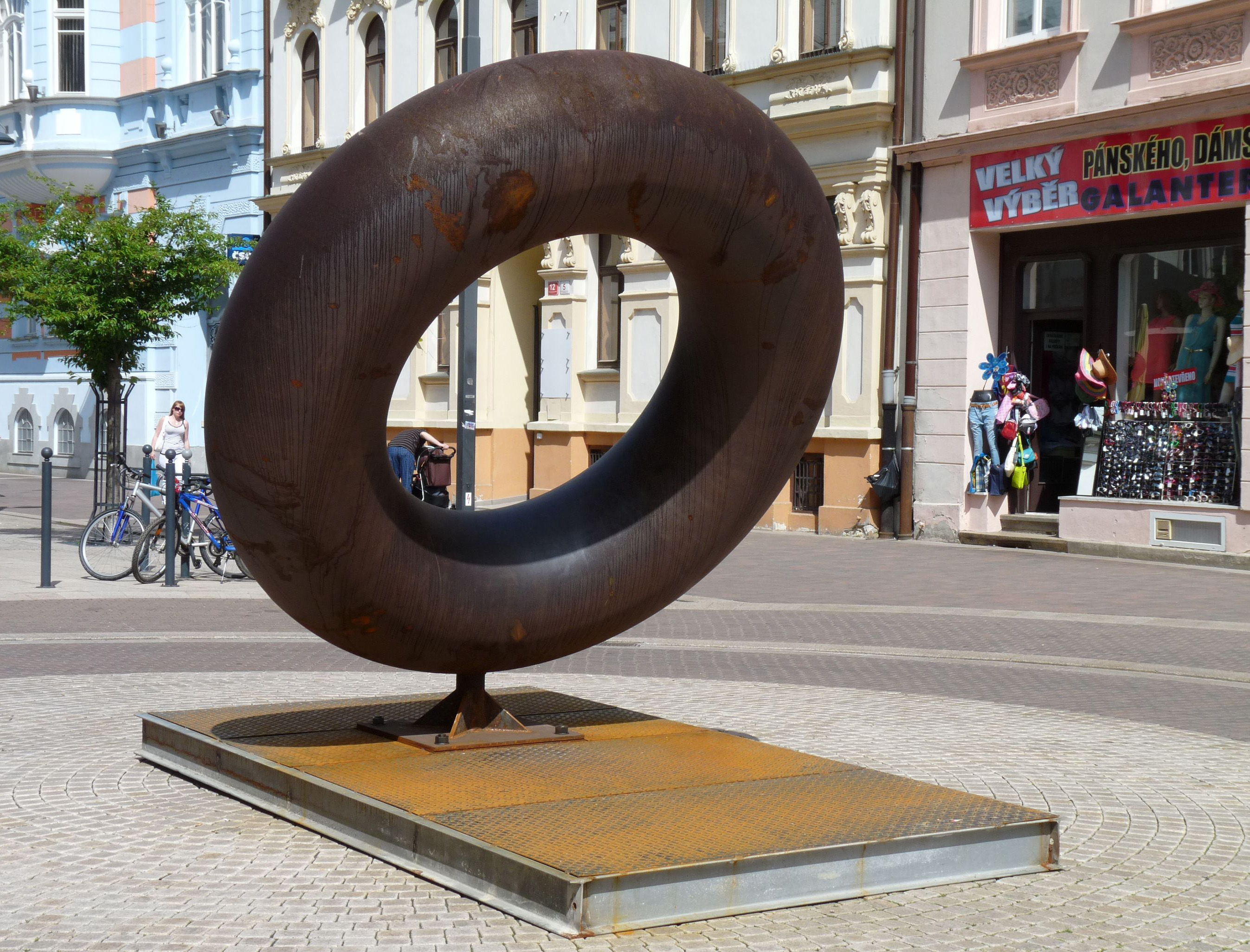
Lukáš Rais: Anuloid (2013)
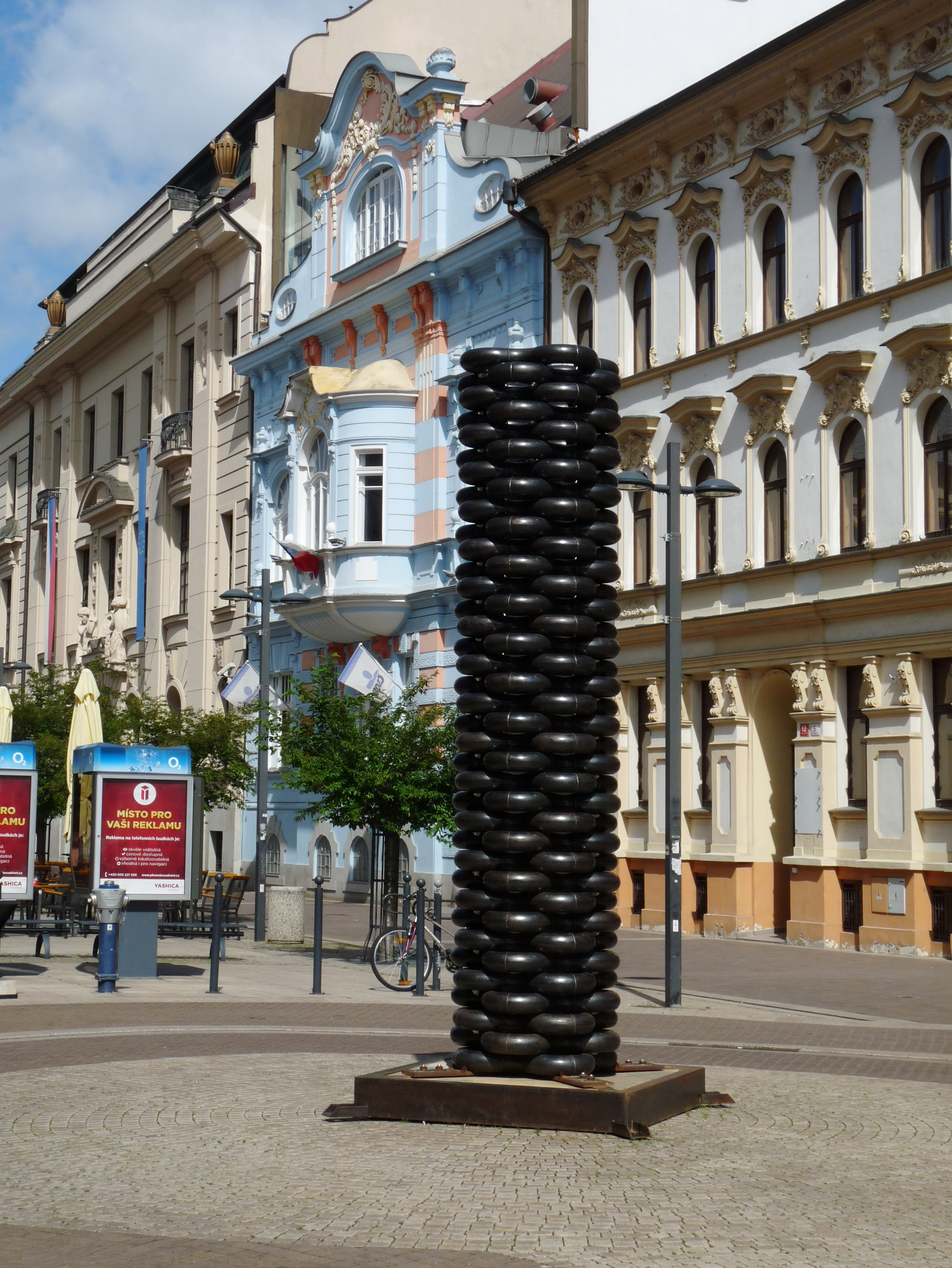
Lukáš Rais: Stéla (2016)
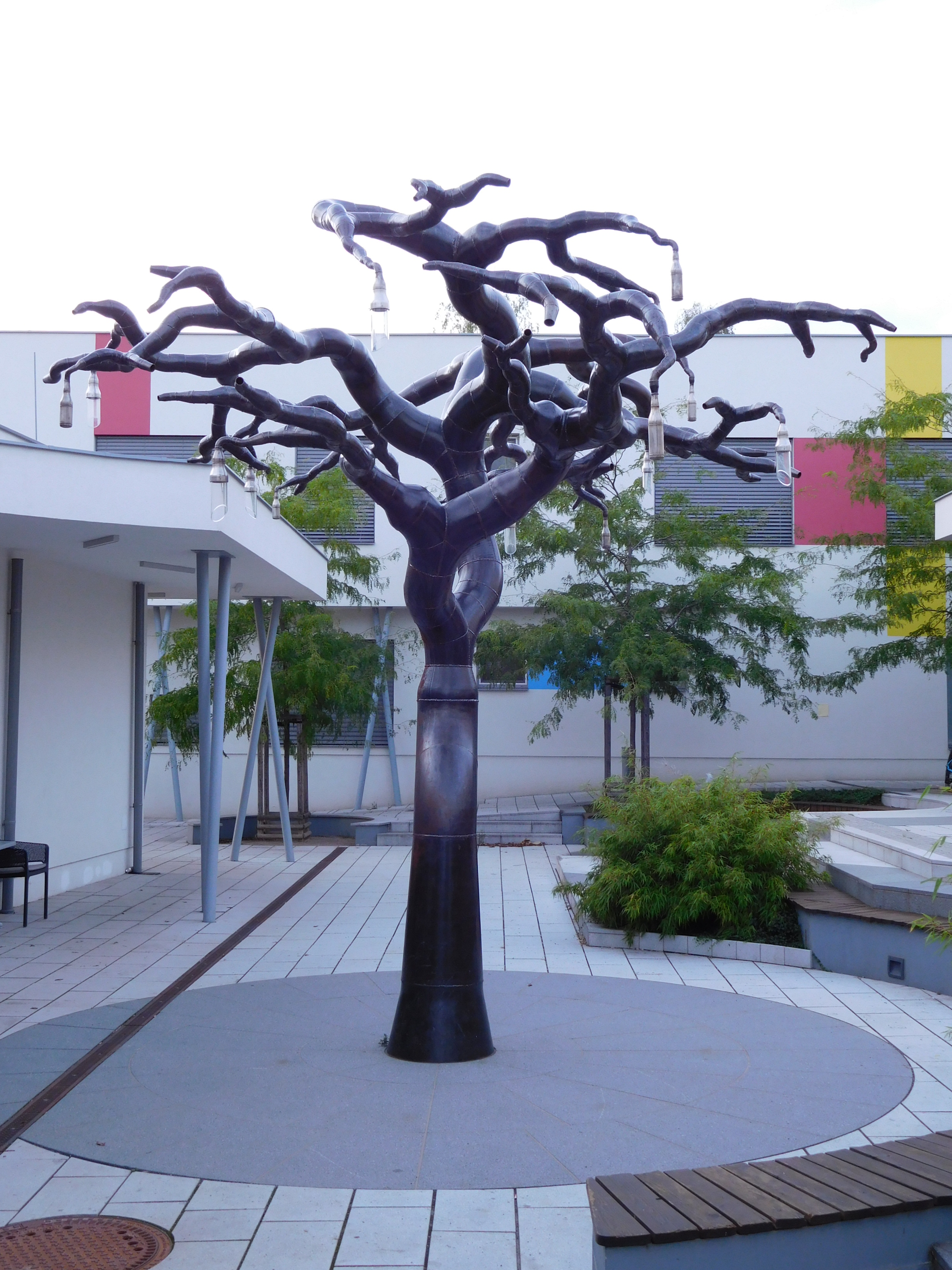
Lukáš Rais: Strom III (2017), Praha Dolni Chabry
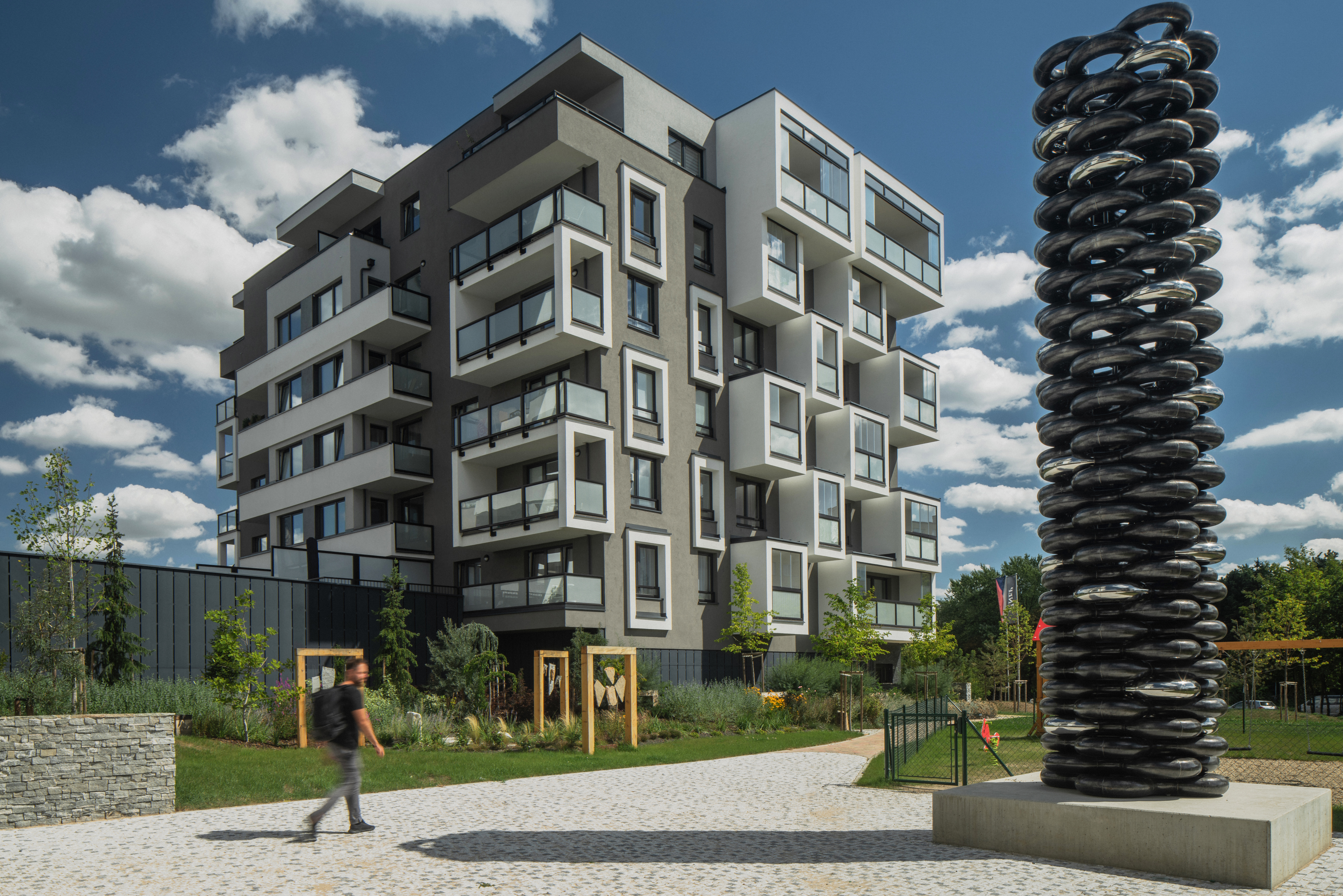
Lukáš Rais: Stéla II (2019), Praha Prosek
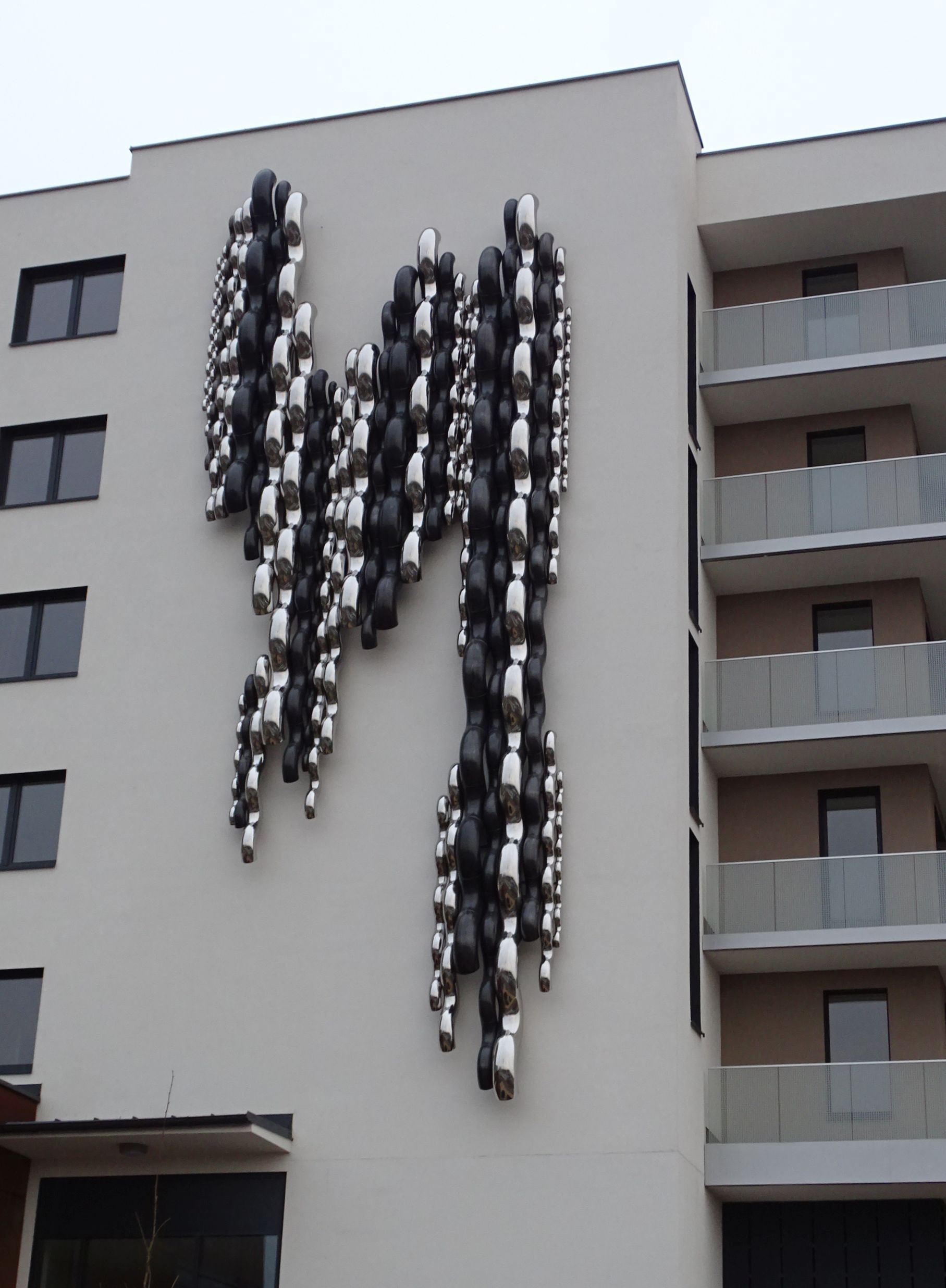
Lukáš Rais: Reliéf Barrandien (2022), Praha Barrandov
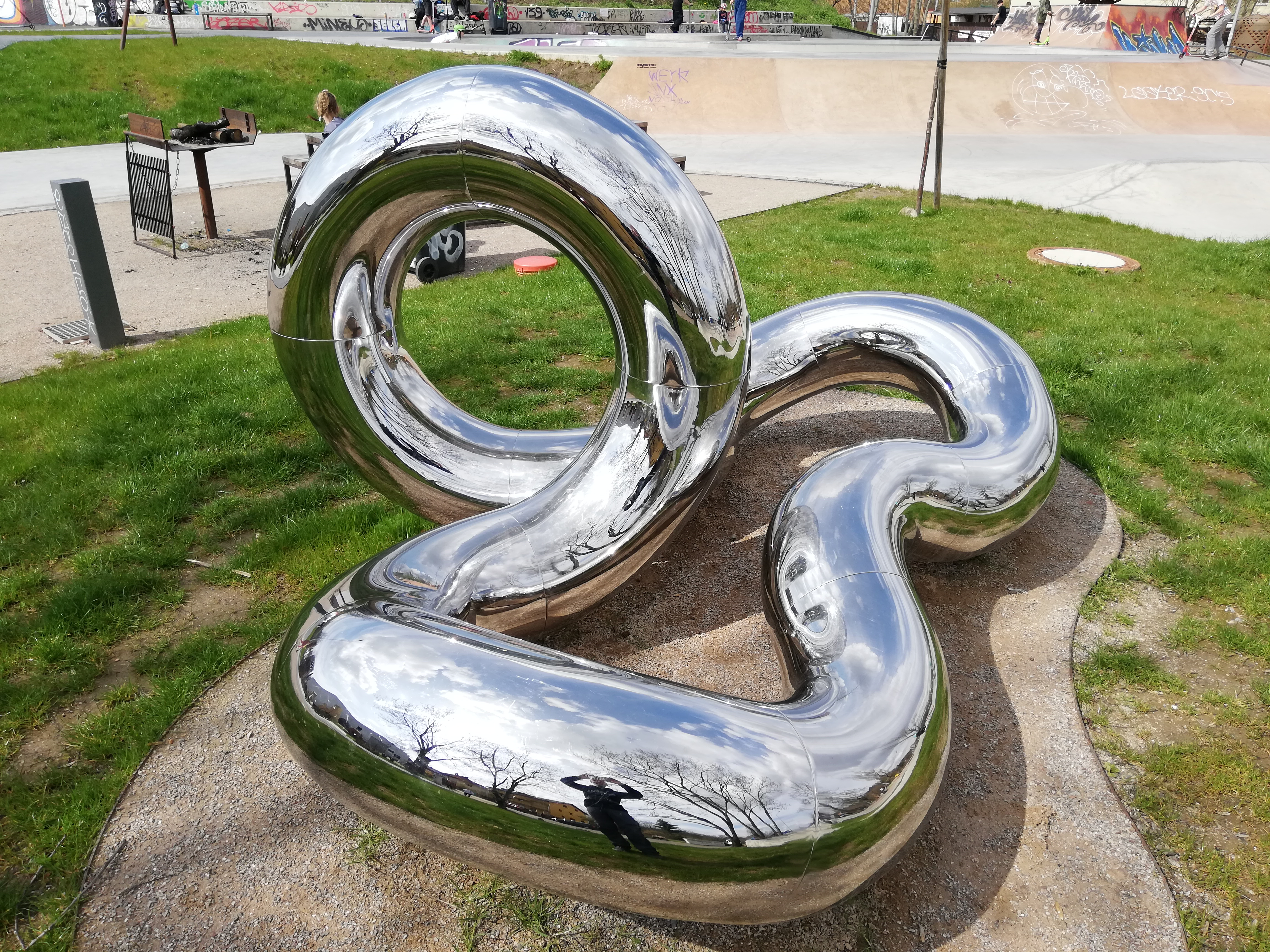
Lukáš Rais: Kick flip (2022); Skateboardové hřiště u Studia Bubec, Řeporyje, Praha
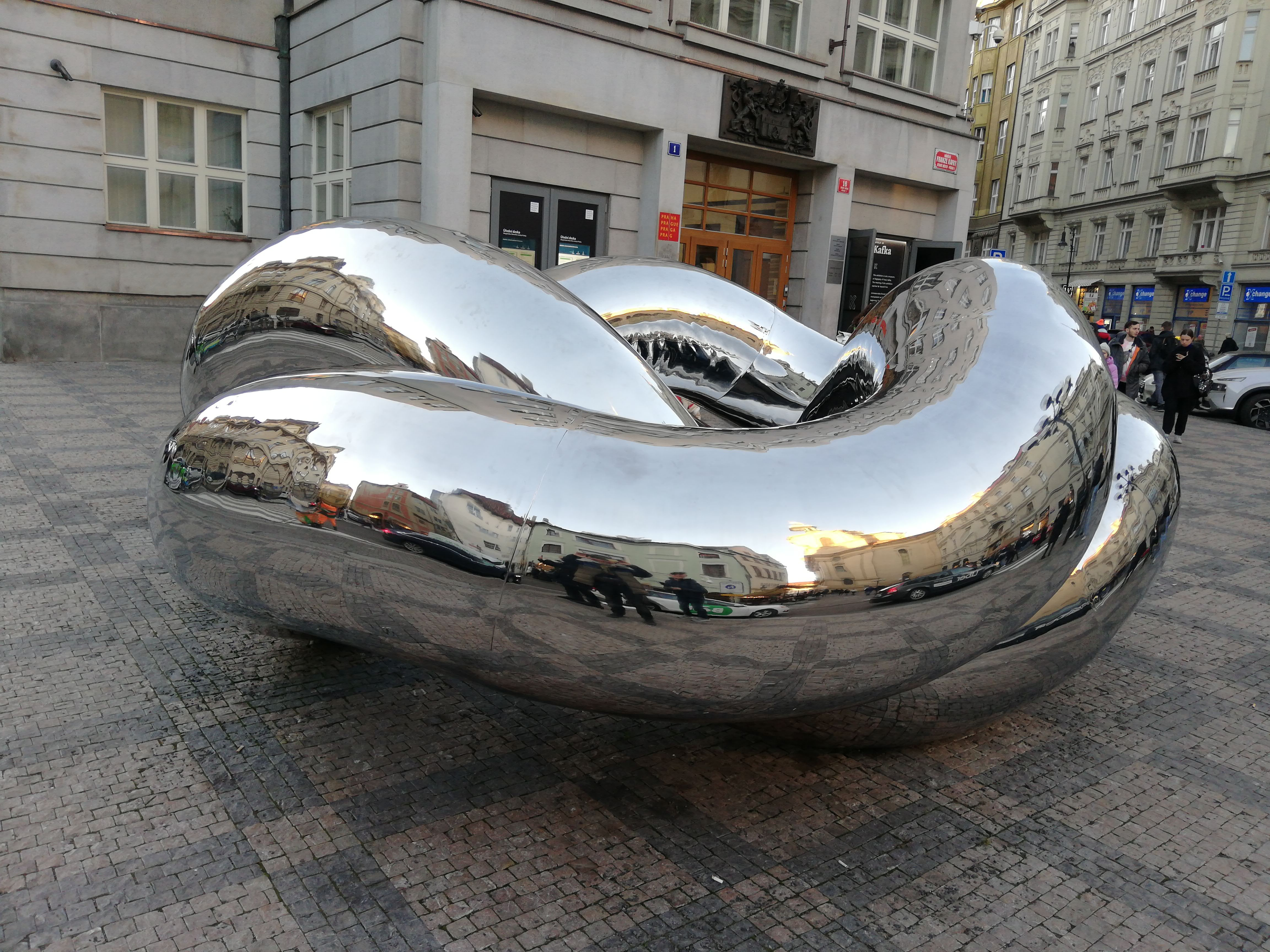
Lukáš Rais: Trichodon (2023); Náměstí Franze Kafky, Praha 1

### Výstavy

#### Autorské
- 2011 Archimedon – piazzeta Národního divadla, Praha
- 2011 Uřízni to větší a pak to tam namlať – Art-pro gallery, Praha
- 2012 Lukáš Rais: Svěží a hebké, Kostel sv. Vavřince, Klatovy
- 2012 Lukáš Rais: Irony, Libeňská synagoga, Praha
- 2013 Lukáš Rais: Inside, Galerie města Trutnova
- 2014 Čestmír Suška, Lukáš Rais: Ocelové skulptury, Botanická zahrada hlavního města Prahy, Praha
- 2015 Lukáš Rais a Jakub Flejšar, Kov ve městě XI. – Obliny a hrany, Lipník nad Bečvou
- 2016 Lukáš Rais: Metaloids, Hotel Rott, Malé náměstí, Praha 1
- 2022 Lukáš Rais: Sculptures, světlo, hmota, tvar a Vy, parkán pod Karlovem, Praha 2

#### Společné
- 2006 Ad Klementinum, Praha
- 2007 Nová sadba – Botanická zahrada Praha
- 2009 Designblok 2009, Praha
- 2009 Rajská se sedmi, Žižkov sobě, Rajská zahrada, Praha
- 2009 Sculptura Natura, Botanická zahrada, Praha
- 2009/2010 Mladí umělci dětem, Hotel Kempinski, Praha
- 2010 Vezmi svoji sochu v neděli k vodě, nábřeží Vltavy, Praha
- 2010 Sochy ve městě, České Budějovice
- 2010 Cloud 9 Conterporary art, Hotel Hilton, Praha
- 2010 Cross check, Sportovní hala Sparta Praha, Praha
- 2010 Designblok 2010, Praha, prezentace autorského design projektu Industrial soliters
- 2010 Postavy – Rajská budova VŠE, Praha
- 2010/2011 Do tohoto světa, Pasáž U Hájků, Praha
- 2011 Art Prague Sculpture, Galerie Novoměstská radnice, Praha
- 2013 Industrial soliters, Galerie Armaturka, Ústí nad Labem
- 2013 Sochy v Trutnově IV.
- 2013 Designblok 2013, Praha, prezentace autorského projektu topných plastik pro Industriality
- 2014 Art Safari 27, Bubec o.p.s. (Sochařské studio Bubec), Praha
- 2015 Sculpture line, Praha
- 2015 Art Safari 30 de luxe, Bubec o.p.s. (Sochařské studio Bubec), Praha
- 2017 Art Works in the Office, Jungmannova ulice, Praha
- 2018 Umění ve městě 2018 – České Budějovice
- 2018 Sculpture Line 2018, Praha, Broumov, Ostrava, Lucemburk
- 2019 Velvet edition, Hala bývalé firmy Horák a Hlava, Praha 8

### Katalogy
- Ateliér Socha II, VŠUP Praha 2006, ISBN 80-86863-14-X
- Václav Hájek, Mladí umělci dětem (Na podporu Nadace Terezy Maxové dětem), 2009
- Terezie Zemánková, Průvodce výstavou Suška-Rais, Botanická zahrada hl. m. Prahy 2014
- Alice Škvárová (ed.), Sculpture Line 2018 (Mezinárodní sochařský festival / International Sculpture Festival), Smart Point, 2018, ISBN 978-80-906528-5-9
- Marek Schovánek, Louise Beer, Velvet edition, PragArtworks, 2019